# Lissonota gracilenta
Lissonota gracilenta là một loài tò vò trong họ Ichneumonidae.